# Kim Min-jung (shorttrackster)
Kim Min-jung (Seoel, 20 maart 1985) is een Zuid-Koreaans voormalig shorttrackster.

## Carrière
Op het wereldkampioenschap shorttrack 2007 won Kim de wereldtitel op de aflossing, ze kwam alleen in de voorronde in actie. Een jaar later prolongeerde de Zuid-Koreaanse damesploeg de titel op het wereldkampioenschap shorttrack 2008. Tijdens het individuele wereldkampioenschap 2009 in Wenen won Kim de wereldtitel op de 1500 meter, ook won ze dat toernooi de zilveren medailles op de 1000 meter, 3000 meter superfinale, in het eindklassement en op de aflossing.
Op de Olympische Winterspelen 2010 kwam Kim alleen op de relay in actie, maar de Zuid-Koreaanse ploeg werd gediskwalificeerd. Een maand later won ze wel haar derde wereldtitel op die discipline tijdens het wereldkampioenschap in Sofia.